# Belen Skalelja
Belen Skalelja (šp. Belén Scalella) je argentinska glumica i pevačica u grupi Rolabogan. Glumačku karijeru započela je 2002. godine u seriji "Buntovnici", a po većini anketa ona poseduje najlepši glas u grupi Rolabogan.

## Početak karijere
2002. godine, Belen odlazi na kasting kod Kris Morene, i dobija ulogu Belen Menendes Pačeko u seriji "Buntovnici". Njena uloga nije bila velika, ali su Belen svi zapazili. I u seriji "Buntovnici" je povremeno pevala, ali nije imala prilike da se dokaže. U seriji "Buntovnici", prednost u muzici davana je grupi Erreway, koja je postigla ogroman uspeh, a za druge nije  bilo mnogo vremena. Doduše, Piru Saens i Viktorija Maurete su snimili nekoliko uspešnih pesama, ali za Belen još uvek nije bilo vremena. Svoju šansu ona će dočekati tri godine kasnije, u seriji "Utočište".

## "Utočište" i Rolabogan
2006. godine, dobija ulogu Belu u seriji "Utočište", originalno "El Regufio (de los Sueños)". U seriji se radi o pet različitih mladih ljudi, koje povezuje ljubav prema muzici. Oni počinju da se sastaju i da vežbaju u jednom napuštenom pozorištu, i osnivaju grupu Rolabogan.
Njen lik, lik Belu, dolazi u Buenos Ajres kako bi postala pop zvezda i proslavila se. Belu tamo upoznaje Fer (Marija Fernanda Neil), koja joj pomaže da se snađe u velikom gradu. Ali, Belu je suviše dobra, pa je mnogi iskorišćavaju. U nju je zaljubljen Piru (Piru Saens), koji je na neki način sa njom povezan.
Rolabogan je 2006. izdao svoj prvi album, takođe nazvan "Rolabogan". Najveći hitovi sa ovog albuma, koji ima 14 pesama, jesu pesme "Cada Puesta de Sol", "Bailo" i "Motivos". Za mnoge, Belen i Piru imaju najlepše glasove u grupi.